# 太初 (前秦)
太初（386年十一月-394年六月）是十六国时期前秦政权前秦高帝苻登的年号，共计9年。
太初九年七月前秦末主苻崇即位，改元延初元年。

## 纪年
| 太初 | 元年  | 二年  | 三年  | 四年  | 五年  | 六年  | 七年  | 八年  | 九年  |
| ---- | ----- | ----- | ----- | ----- | ----- | ----- | ----- | ----- | ----- |
| 公元 | 386年 | 387年 | 388年 | 389年 | 390年 | 391年 | 392年 | 393年 | 394年 |
| 干支 | 丙戌  | 丁亥  | 戊子  | 己丑  | 庚寅  | 辛卯  | 壬辰  | 癸巳  | 甲午  |

## 参看
- 中国年号索引
- 其他时期使用的太初年号
- 同期存在的其他政权年号
  - 太元（376年-396年）：東晉皇帝晋孝武帝司马曜的年号
  - 升平：前凉政权年号
  - 建初（386年四月-394年四月）：后秦政权姚苌年号
  - 皇初（394年五月-399年九月）：后秦政权姚兴年号
  - 建兴（386年二月-396年四月）：后燕政权慕容垂年号
  - 中兴（386年十月-394年八月）：西燕政权慕容永年号
  - 建义（385年九月-388年六月）：西秦政权乞伏国仁年号
  - 太初（388年六月-400年七月）：西秦政权乞伏歸年号
  - 太安（386年十月-389年正月）：后凉政权吕光年号
  - 麟嘉（389年二月-396年六月）：后凉政权吕光年号
  - 登国（386年-396年六月）：北魏政权拓跋珪年号
  - 元光（393年六月-394年七月）：窦冲自立年号
  - 建光（388年二月-391年十月）：翟辽自立年号
  - 定鼎（391年十月-392年六月）：翟辽子翟钊年号